# Хэмилтон, Гай
Гай Хэмилтон (англ. Guy Hamilton; 16 сентября 1922, Париж — 21 апреля 2016, Мальорка, Испания) — английский кинорежиссёр. Известен как режиссёр четырёх фильмов о Джеймсе Бонде.

## Биография
Родился 16 сентября 1922 года в Париже. Отец — пресс-атташе британского посольства. Детство провёл во Франции. Проходил обучение на киностудии «Викторин» в Ницце (1938—1939), где впервые встретился с режиссёром Жюльеном Дювивье и работал помощником оператора на съёмках одной из его картин.
В 1940 году, недолго проработав в фильмотеке агентства «Paramaunt News» в Великобритании, был призван на службу в военно-морские силы. После войны он вернулся в кинематограф, работая уже в качестве ассистента режиссёра.
В 1952 году вышел дебют Гая Хэмилтона «Звонарь», по одноимённой детективной пьесе Эдгара Уоллеса, где он впервые исполнил роль режиссёра.
Жена — Наоми Чэнс, с ней он вскоре развёлся. Скончался в своём доме на Майорке 21 апреля 2016 года в возрасте 93 лет.

## Фильмография

### Режиссёр
- 1989 — Попробуй примерь / Try This One for Size
- 1985 — Ремо Уильямс: Приключение начинается / Remo Williams: The Adventure Begins
- 1982 — Зло под солнцем / Evil Under the Sun
- 1980 — Зеркало треснуло / The Mirror Crack’d
- 1978 — Отряд 10 из Наварона / Force 10 from Navarone
- 1974 — Человек с золотым пистолетом / The Man with the Golden Gun
- 1973 — Живи и дай умереть / Live and Let Die
- 1971 — Бриллианты навсегда / Diamonds Are Forever
- 1969 — Битва за Британию / Battle of Britain
- 1966 — Похороны в Берлине / Funeral in Berlin
- 1964 — Голдфингер / Goldfinger
- 1964 — Человек посередине / Man in the Middle
- 1962 — Лучшие враги / The Best of Enemies
- 1959 — Прикосновение вора / A Touch of Larceny
- 1959 — Ученик дьявола / The Devil’s Disciple
- 1957 — Мануэла / Manuela
- 1955 — Колдиц / The Colditz Story
- 1954 — Визит инспектора / An Inspector Calls
- 1952 — Неуловимый / The Ringer

### Сценарист
- 1959 — Прикосновение вора / A Touch of Larceny
- 1957 — Мануэла / Manuela
- 1955 — Колдиц / The Colditz Story (адаптация)

## Номинации
- «Мануэль» (1957)

Премия «Золотой медведь» на Берлинском международном кинофестивале.
- «Прикосновение вора» (1961)[6]

Премия BAFTA за лучший сценарий британского фильма.